# Trémeur
Trémeur é uma comuna francesa na região administrativa da Bretanha, no departamento Côtes-d'Armor. Estende-se por uma área de 14,6 km². Em 2010 a comuna tinha 795 habitantes (densidade: 54,5 hab./km²).